# توماس يوهانسون
توماس يوهانسون هو لاعب كرة مضرب سويدي.

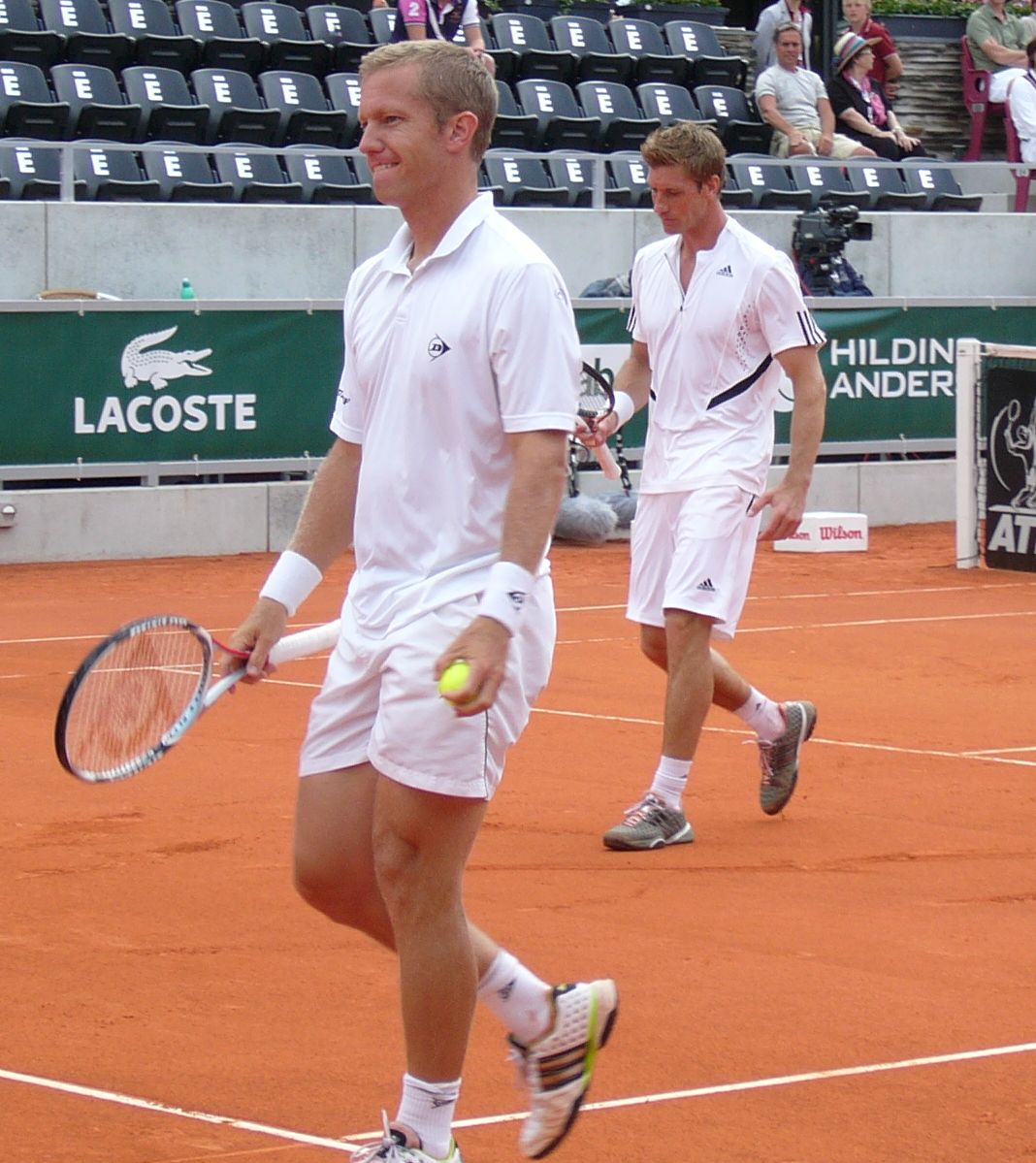
توماس يوهانسون مع سيمون أسبلين

## روابط إضافية
- توماس يوهانسون على موقع رابطة محترفي التنس (الإنجليزية)
- توماس يوهانسون على موقع الاتحاد الدولي لكرة المضرب (الإنجليزية)
- توماس يوهانسون على موقع كأس ديفيز (الإنجليزية)
- توماس يوهانسون على موقع خلاصة التنس.كوم (الإنجليزية)
- توماس يوهانسون على موقع إي إس بي إن.كوم (الإنجليزية)
- توماس يوهانسون على موقع أوليمبيديا (الإنجليزية)
- توماس يوهانسون على موقع اللجنة الأولمبية السويدية (السويدية)
- Johansson Recent Match Results
- Johansson World Ranking History